# アンヘル・バウチスター
- アンヘル・バウチスター
- アンヘル・バウチスタ
- エンジェル・バウチスター

アンヘル・バウチスター（Angel Bautista、1970年9月15日 - ）は、ドミニカ共和国出身の元プロ野球選手（投手）。
カープアカデミー初のカープ契約選手である。

## 来歴・人物
1992年6月26日にシーズン途中に骨折したフェリックス・ペルドモの代役として、マリオ・サンギルベルト、ルイス・ペレスと共に広島東洋カープに入団するも、一軍、二軍共に出場は無く、およそ2ヶ月後の8月28日には任意引退選手となった。

## 詳細情報

### 年度別投手成績
- 一軍公式戦出場なし

### 背番号
- 101（1992年）[2]